# Astragalus zuvanticus
Astragalus zuvanticus är en ärtväxtart som beskrevs av Aleksandr Alfonsovitj Grossgejm. Astragalus zuvanticus ingår i släktet vedlar, och familjen ärtväxter. Inga underarter finns listade i Catalogue of Life.